# Fundación La Fábrica de Tiempo
Centro de promoción del conocimiento científico y tecnológico que desarrolla experiencias educativas en las áreas de innovación, ambiente, energía y astronomía.
Dentro de las principales iniciativas desarrolladas por La Fábrica de Tiempo se encuentran: Un museo itinerante de ciencia y tecnología, un parque temático de ciencia y tecnología, simposio de Ideas creativas “Tu Idea Vale”, módulos de enseñanza por internet “e-learning”.

## Historia
La Universidad Tecnológica del Centro (UNITEC) liderada por el Rector César Peña Vigas en el año 2007 diseña el proyecto “Museo De Ciencia y Tecnología: La Fábrica de Tiempo”, aprobado por el  Observatorio Nacional de Ciencia y Tecnología e Innovación, cuyo objetivo era constituirse como un centro para la divulgación del conocimiento científico en el estado Carabobo
Es entonces, cuando se crea el primer Parque Temático de Ciencia y Tecnología itinerante, cuyo objetivo es poder difundir su misión entre diversas escuelas, universidades, centros comerciales, entre otros. 
Hasta la fecha, se han realizado alrededor 2000000 experiencias educativas a través del uso de las exhibiciones itinerantes por parte de grupos familiares, visitas guiadas de escuelas y público en general

## Filosofía
Considerando “la tierra” como una nave espacial, cuya existencia puede verse amenazada constantemente por causas internas (contaminación, guerras) y externas (destrucción del sol, choque de un asteroide), la fundación define cuatro áreas de conocimiento relevantes en las cuales se fundamenta para su gestión: siendo estas energía, ambiente, innovación y astronomía.
- Museo Itinerante de Ciencia y Tecnología “La Fábrica de Tiempo”

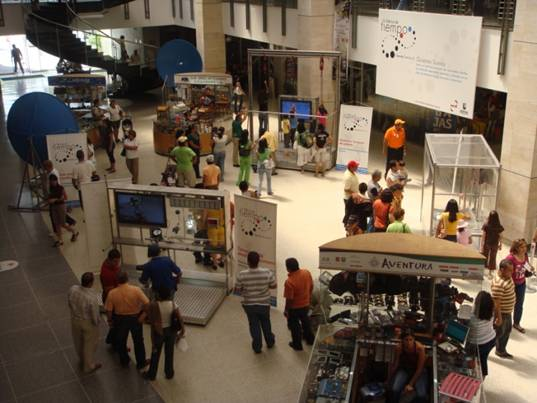
Vista panorámica del Museo

El museo itinerante de Ciencia y Tecnología presenta un conjunto de exhibiciones, interactivas y divertidas, las cuales a través de su interacción y un video interpretativo, explican  los principios científicos involucrados en cada experimento o exhibición.
Dentro de las exhibiciones que cuenta el museo se encuentran: Trasmisión de sonidos a través de parábolas, bicicleta generadora de energía, trasmisión de fuerza a través de poleas, transformación de energía utilizando el “Péndulo de Newton”, viaje a la luna en réplica del Apolo 11, generación de arco eléctrico en la “Bobina de Tesla”, bobillo fluorescente versus incandescente. 
- Tu Idea Vale

Su objetivo es promover el conocimiento científico a través del desarrollo de experiencias educativas y divertidas, basadas en el principio "aprender haciendo". Este evento otorga reconocimiento a la inventiva de estudiantes y profesores al diseñar exhibiciones didácticas y divertidas englobadas en las áreas de innovación, energía, ambiente y astronomía. Con ello se busca apoyar la labor educativa de diversos colegios y universidades a nivel nacional, enfocándonos en 4 áreas: Astronomía, Energía, Ambiente e Innovación.
- Módulo E-Learing

La Fábrica de Tiempo, divulga conocimiento científico a través de su página web en la cual cuenta con un módulo e-learning, que mediante trivias y datos, enseñan sobre fenómenos científicos. Para ello se diseñaron juegos y cápsulas de conocimiento que clasifican los conocimientos en las áreas de innovación, ambiente, energía y astronomía.